# Abu Abbas Abdallah ibn Muhammad ibn Abd Allah ibn al-Aghlab
Abu Abbas Abdallah ibn Muhammad ibn Abd Allah ibn al-Aghlab (fl. IX secolo) è stato un emiro di Sicilia per conto della dinastia aghlabide.
Abu Abbas era il figlio di, Abu Fihr, il primo emiro di Palermo. Ricoprì una carica governativa a Tripoli e fu scelto dall'emiro di Kairouan come governatore aghlabite in Sicilia nell'agosto dell'873.
Venne descritto come "uomo letterato, tradizionalista e poeta". Governò per un breve periodo e già nello stesso anno ritornò in Africa.